# Hypokeimenon
Hipoquimeno o Hypokeimenon (griego: ὑποκείμενον), usado como substrato material, es un término en metafísica que literalmente significa 'lo subyacente' (latín: subiectum).
Hablar de hypokeimenon es hablar de la Teoría Sustancial que persiste en algo a través de cualquier cambio - es básica esencia. Acordando con la definición de Aristóteles (en Categorías), hypokeimenon es esencialmente aquello que puede ser sujeto (gramatical y lógico), pero nunca predicado.
La existencia del substrato material fue planteada por primera vez por Aristóteles, continuada en diversas corrientes durante la Edad Media, y posteriormente retomada de otras maneras por Descartes, John Locke, con similitud conceptual a la substancia de Baruch Spinoza y al concepto de Noúmeno (en la Crítica de la razón pura de Immanuel Kant).
Locke teorizó ese concepto cuando todas las propiedades sensibles fueran abstraídas del objeto, como lo son el color, el peso, la densidad o el gusto, y seguirían siendo algo sobrante con respecto a las propiedades adheridas — algo que le permitiría al objeto la existencia independiente de las propiedades sensibles que se manifiesta en el observador. Locke vio este ingrediente ontológico como necesario si íbamos a ser capaces de considerar objetos a toda existencia independiente de nuestra mente. El substrato material muestra una dificultad idealista en Locke, como lo es su naturaleza existencial que puede no ser directamente probable en la manera en que respalda el empirismo (prueba por exhibición experimental). Sin embargo, él creía que las razones filosóficas eran suficientemente fuertes para que la experiencia sea aprobada.
El concepto de sustrato o sustancia fue criticado por David Hume y por George Berkeley. En sus Tres Diálogos Entre Hilas Y Filonus, Berkeley mantiene que un objeto consiste en nada más que esas propiedades sensibles que el "objeto" en cuestión manifiesta, y esas propiedades solo existen en el acto de la percepción sobre ellas.